# مقتل كريستوفر باريوس جونيور
كريستوفر مايكل باريوس جونيور (2 يناير 2001 - 8 مارس 2007) كان صبيًا أمريكيًا يبلغ من العمر 6 سنوات تم اغتصابه وقتله في برونزويك،جورجيا، في 8 مارس 2007. تم اكتشاف جثته في 15 مارس 2007، على بعد أميال قليلة من المكان الذي اختفى فيه.